# Angeli registratori

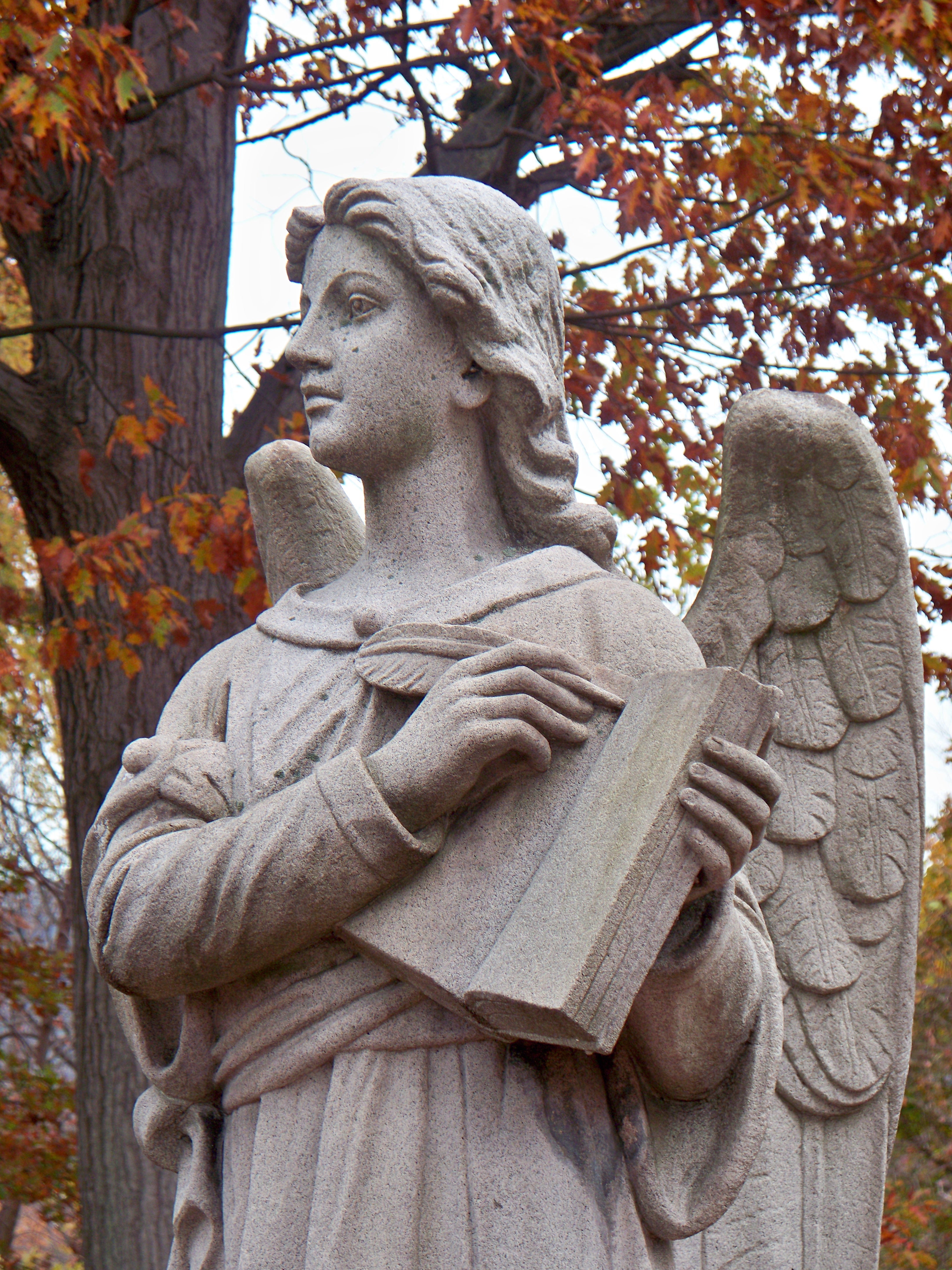
Angelo registratore (circa 1888) che segna la trama della famiglia Phipps e Loomis, Cimitero di Allegheny, Pittsburgh

Gli angeli registratori (Recording angels) sono angeli nell'angelologia giudaica, cristiana e islamica. Gli angeli registratori sono assegnati da Dio con il compito di registrare gli eventi, le azioni e le preghiere di ogni individuo umano. Ciò include i peccati gravi e le buone azioni.

## Descrizione
Nel Libro di Malachia 3,16, il profeta descrive il Paradiso come dotato di angeli, e "Il Signore se ne accorse e ascoltò, e davanti a lui fu scritto un libro di memoria di coloro che veneravano il Signore e pensavano al suo nome". Nel pensiero giudaico Gabriele è il principale angelo registratore, come si vede in Ezechiele 9,3-4, dove è «l'uomo vestito di lino, che aveva al suo fianco l'astuccio per scrivere» che ha messo il segno della Pasqua ebraica nelle case ebraiche in Egitto.
Nel Secondo libro di Enoch (noto anche come Secondo Enoch, o Libro slavo di Enoch) l'angelo registratore è chiamato Pravuil o Vretil: "E il Signore chiamò uno dei suoi arcangeli di nome Pravuil, la cui conoscenza era più rapida in sapienza degli altri arcangeli, che scrissero tutte le opere del Signore..."